# Natsagiin Bagabandi
Natsagiin Bagabandi (Mongools: Нацагийн Багабанди) (Zavhan, 22 april 1950) is een Mongools politicus, en lid van de Mongoolse Revolutionaire Volkspartij. Hij was van 1997 tot 2005 president van Mongolië.
In 1992 werd hij spreker voor de Grote Staats Hural, en behield deze positie gedurende 4 jaar. In 1997 deed hij mee aan de presidentsverkiezingen. Hij won zowel die verkiezingen als de herverkiezingen in 2001. In 2005 werd hij opgevolgd door Nambaryn Enchbajar.
- Gemeinsame Normdatei: 1052653189
- International Standard Name Identifier: 0000 0000 4556 2948
- Library of Congress Control Number: no2002098106
- Virtual International Authority File: 14446566
- WorldCat: E39PBJgmQtjPbX6FRjwtHVMdcP